# Gemeinde Starše
Starše (deutsch: Altendorf in der Steiermark) ist der Name einer Gemeinde und der namensgebenden Ortschaft in Slowenien. Sie liegt in der historischen Landschaft Spodnja Štajerska (Untersteiermark) und in der statistischen Region Podravska.

## Geographie

### Lage
Starše liegt komplett im ebenen "Dravsko polje" (Draufeld) auf etwa 238 m. Die Drau selbst fließt nördlich des Hauptortes vorbei. Außerdem durchfließt der Kanal des Wasserkraftwerkes von Zlatoličje (slow.: Prekop HE Zlatoličje) das Gebiet. Die Gemeinde liegt etwa auf halbem Weg zwischen Maribor und Ptuj.

### Gemeindegliederung
Die Gemeinde umfasst 8 Ortschaften. Die deutschen Exonyme in den Klammern wurden bis zum Abtreten des Gebietes an das Königreich der Serben, Kroaten und Slowenen im Jahr 1918 vorwiegend von der deutschsprachigen Bevölkerung verwendet und sind heutzutage größtenteils unüblich. (Einwohnerzahlen Stand 1. Januar 2017):
- Brunšvik (Neu Braunschweig), 427
- Loka (Laak), 279
- Marjeta na Dravskem polju (Sankt Margarethen im Draufelde), 456
- Prepolje (Hartenstein im Draufeld, ugs.: Präpola), 519
- Rošnja (Rast), 405
- Starše (Altendorf), 759
- Trniče (Ternitschen), 410
- Zlatoličje (Golldorf, Golddorf), 750

### Nachbargemeinden
| Miklavž na Dravskem polju | Duplek                                      |         |
| Hoče-Slivnica, Rače-Fram  | Kompassrose, die auf Nachbargemeinden zeigt | Ptuj    |
|                           | Kidričevo                                   | Hajdina |

## Geschichte
35 v. Chr. lebten die Römer auf dem heutigen Gemeindegebiet. Ein Teil eines Tempels aus der Region steht im Museum in Maribor. Starše gehörte früher zu Ptuj, danach kam es zu Maribor und Tezno. Seit der Unabhängigkeit von Slowenien ist es eine selbständige Gemeinde.

## Verkehr
Durch die Gemeinde Starše verläuft die Autobahn A4. Über die Anschlussstellen "Marjeta na Dravskem polju" und "Zlatoličje", die beide auf Gemeindegebiet liegen, ist sie auch direkt an sie angeschlossen. Ein Anschluss an das slowenische Eisenbahnnetz besteht nicht. Die nächsten Intercity-Bahnhöfe sind Maribor (15 km entfernt), Pragersko (16,5 km) und Ptuj (13,5 km).